# راندولف ستريكلاند
راندولف ستريكلاند هو محامي وسياسي أمريكي، ولد في 4 فبراير 1823، وتوفي في 5 مايو 1880 في باتل كريك في الولايات المتحدة. نشط حزبياً في الحزب الجمهوري. وقد انتخب عضو مجلس ولاية ميشيغان ‏ وانتخب عضو مجلس النواب الأمريكي ‏.